# Две девочки, одевающие котёнка при свете свечи
«Две де́вочки, одева́ющие котёнка при све́те свечи́» (англ. «Two Girls Dressing a Kitten by Candlelight», иногда упоминается как «Две де́вочки наряжа́ют ко́шку» — англ. «Two Girls Decorating a Cat» или «Одева́ние котёнка» — англ. «Dressing the Kitten») — картина британского художника Джозефа Райта из Дерби. Создана между 1768 и 1770 годами. В настоящее время экспонируется в общественном музее Кенвуд-хаус, расположенном в лондонском районе Хэмпстед.
Считается, что полотно было создано Джозефом Райтом как парное к картине «Два мальчика с мочевым пузырём», которая получила широкую известность в связи с её приобретением американским музеем Дж. Пола Гетти и временным отказом от предоставления лицензии на вывоз за пределы Великобритании британским правительством. Некоторые современные исследователи утверждают, что «Две девочки, одевающие котёнка при свете свечи» содержат хорошо понятные современникам намёки на судьбу известной в Великобритании середины XVIII века куртизанки Китти Фишер.
Сюжет картины «Две девочки, одевающие котёнка при свете свечи» вызывает бурные споры историков искусства, психологов, культурологов и социологов, которые находят на ней отражение отношения художника и британского общества его эпохи к проблемам подростковой сексуальности, женской моды, к домашним животным. Полотно написано Джозефом Райтом в период увлечения техникой кьяроскуро.

## Создание картины и её первые упоминания в источниках

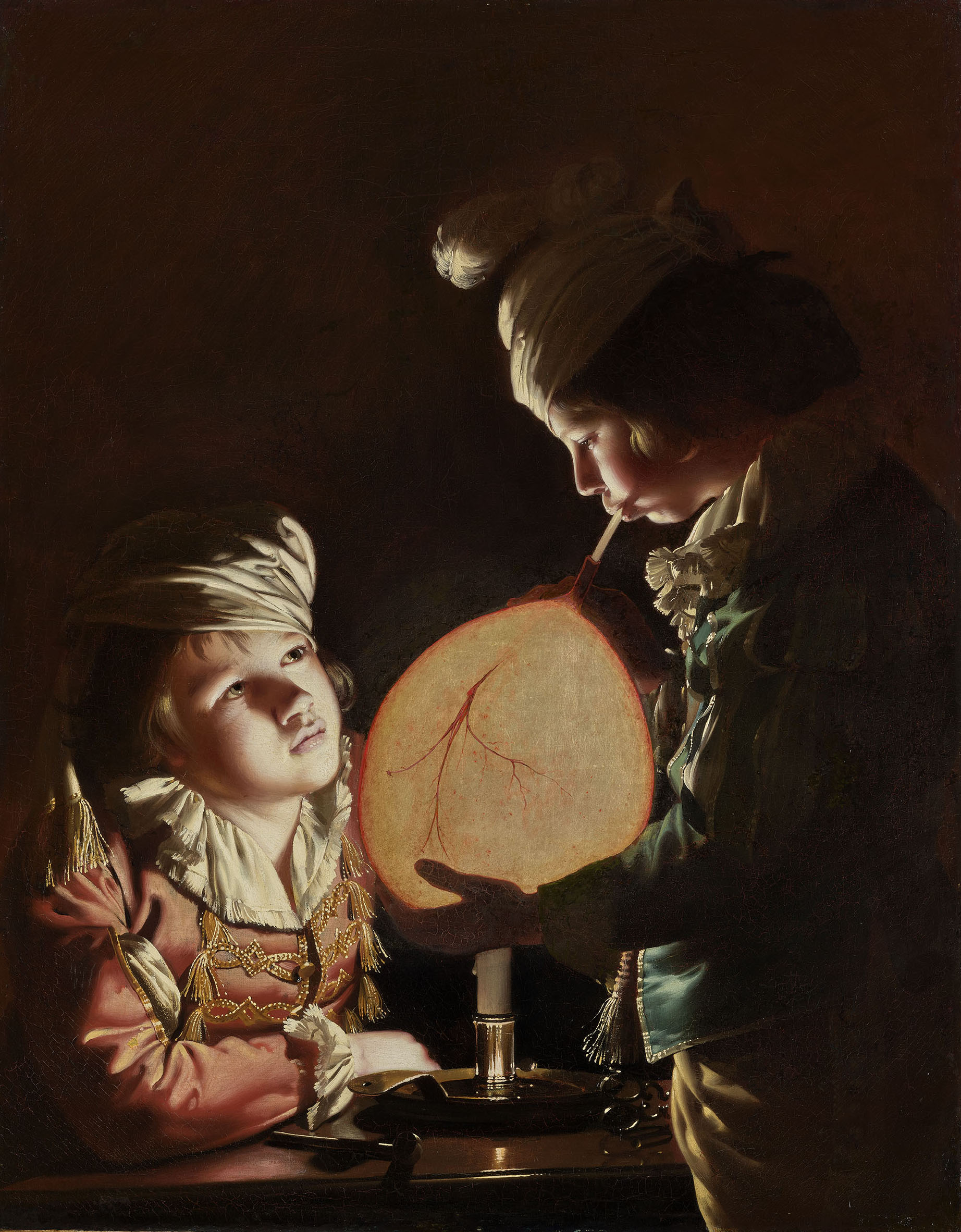
Джозеф Райт. Мальчики с мочевым пузырём, 1769—1770

Исследователь творчества художника доктор философии Элизабет Баркер датирует картину 1769 или 1770 годом по тону кожи девочек на картине, характерному для этого периода творчества Джозефа Райта. Высказывалось предположение, что картина «Две девочки, одевающие котёнка при свете свечи» может быть парным полотном к картине «Два мальчика с мочевым пузырём» (англ. «Two Boys with a Bladder», масло, холст, 91 × 71 см). Эта картина находилась в частных коллекциях в Великобритании, а с середины XIX века висела на стене фермерского дома в Мидлендсе, не привлекая внимания специалистов, пока не была отдана на реставрацию. В марте 2019 года музей Дж. Пола Гетти в Лос-Анджелесе приобрёл её на Европейской ярмарке изящных искусств в Маастрихте, и на полотно была подана экспортная лицензия. Руководитель ведомства по делам искусства, наследия и туризма Хелен Уэйтли объявила о временном запрете на его вывоз до 2020 года и предложила найти 3 500 000 фунтов стерлингов плюс НДС, чтобы сохранить полотно в Великобритании.
Известно, что полотно «Два мальчика с мочевым пузырём» Райт написал для продажи Браунлоу Сесилу, 9-му графу Эксетеру. На то, что Эксетеру предназначались сразу две картины, а не одна, намекает недатированная запись в бухгалтерской книге самого художника: «[Картина] „Мальчики с мочевым пузырём“ и её пара для лорда Эксетера, 105 фунтов стерлингов» (англ. «Boys with a Bladder and its Companion to Ld. Exeter, £ 105»).
Действительно, по мнению ряда искусствоведов, обе картины дополняют друг друга. Автор книги о творчестве Джозефа Райта Бенедикт Николсон считал, что эти картины могли быть представлены на выставке Общества художников Великобритании в 1768 году, так как «те, что были представлены в Обществе художников в прошлом году, описаны в каталоге как маленькие, и лорд Эксетер никогда бы не заплатил так много за маленькие картины». Первое недвусмысленное упоминание о картине «Две девочки, одевающие котёнка при свете свечи» относится к 23—24 января 1771 года, когда «Две девочки» были проданы вместе с полотном «Мальчик, надувающий мочевой пузырь» (англ. «Boy blowing a bladder») на аукционе Кристис неким «дворянином». «Мальчик, надувающий мочевой пузырь» был куплен Джорджем Гревиллом, 2-м графом Уориком за 8 гиней, а «Две девочки, украшающие кота при свете свечи» (англ. «Two girls decorating a cat by candlelight») были приобретены Генри Темплом, 2-м виконтом Палмерстоном также за 8 гиней. Элизабет Баркер утверждала, что граф Эксетер потерял значительную сумму денег на продаже этих картин. Возможно, Палмерстон уже знал картину «Две девочки, украшающие кота при свете свечи» за некоторое время до её покупки, так как он дружил с Эксетером.

### Картина и Китти Фишер

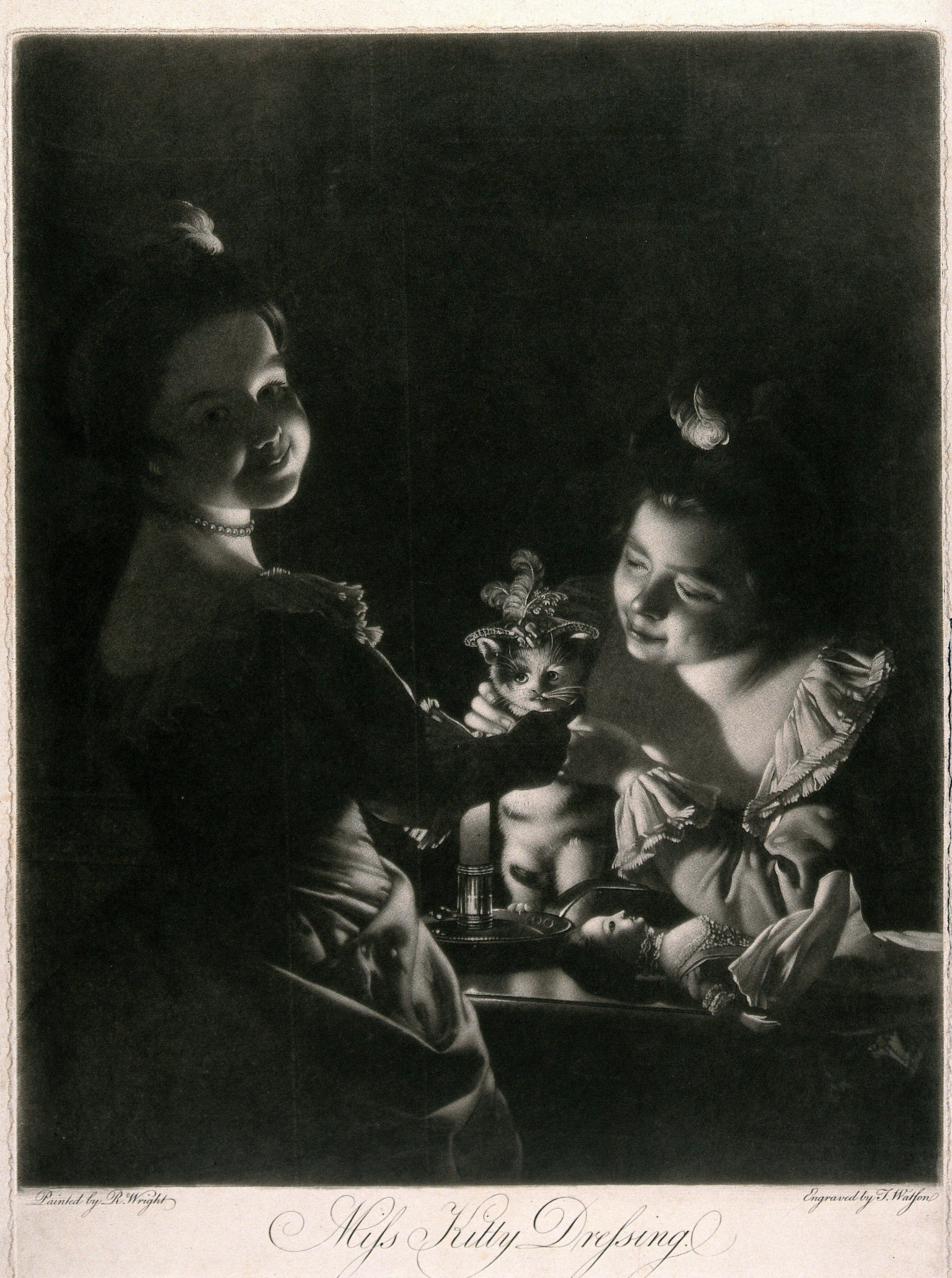
Томас Уотсон по Джозефу Райту. Одевание мисс Китти, 1781 (меццо-тинто)

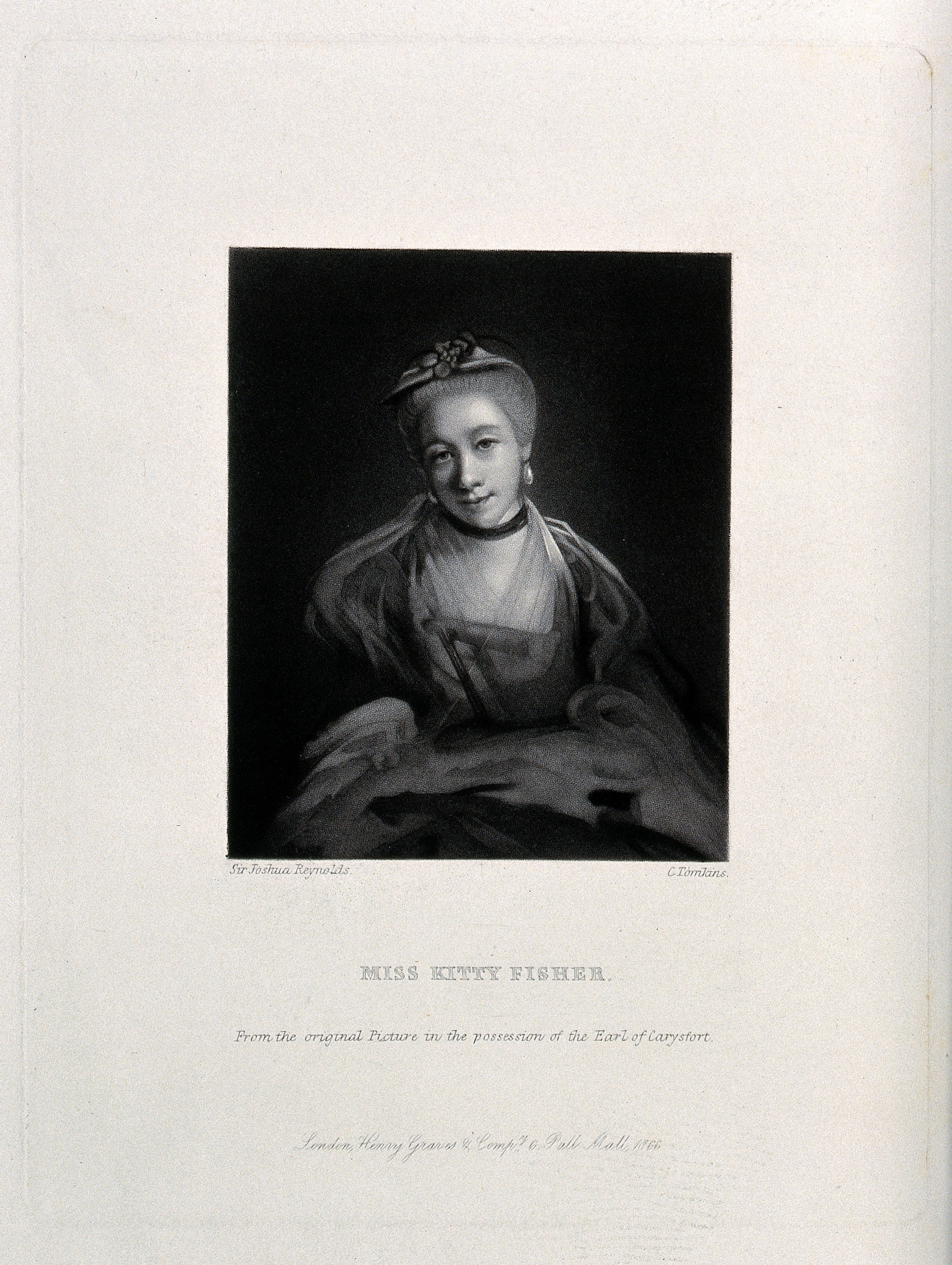
Чарльз Алджернон Томкинс по Джошуа Рейнольдсу. Китти Фишер (меццо-тинто), 1866

Доктор философии, преподаватель Килского университета Стивен Лич предположил, что котёнок и кукла на картине «Две девочки, одевающие котёнка при свете свечи» могли быть отсылками художника к биографии куртизанки Китти Фишер, скончавшейся незадолго до создания картины. В этом случае парная картина должна была напоминать зрителю о хрупкости человеческой жизни. На ней изображён мочевой пузырь в опасной близости от свечи. Аргументом в пользу этой точки зрения он считал название меццо-тинто картины с девочками, опубликованного в 1781 году гравёром Томасом Уотсоном. Оно носит название «Одевание мисс Китти». Стивен Лич предположил, что под «мисс Китти» подразумевается не изображённый на полотне котёнок, как считалось прежде, а Китти Фишер. В 1765 году Джозеф Райт представил свои картины на выставке Общества художников Великобритании, на ней он мог увидеть портрет известной куртизанки работы Натаниэля Хоуна Старшего. Хоун написал Китти Фишер рядом с котёнком, который ловит золотую рыбку в небольшом аквариуме, что было тонким намёком на её имя и фамилию.
Китти Фишер была известна роскошью и модной одеждой. В 1766 году она, несмотря на низкое происхождение, вышла замуж за Джона Норриса, внука адмирала сэра Джона Норриса. В 1767 году Китти умерла в Бате в возрасте 29 лет. По слухам, причиной смерти стало отравление собственным макияжем. Современники воспринимали Китти Фишер как «мученицу в искусстве косметики». Если датировка Николсоном «Двух девочек» Райта 1768 годом была правильной, то, с точки зрения Стивена Лича, картина «Две девочки, одевающие котёнка при свете свечи» могла быть непосредственным откликом на её смерть. Биография Китти Фишер объясняет, по мнению Стивена Лича, многие из казавшихся загадочными деталей изображённой Джозефом Райтом сцены. Одежда куклы соответствует моде второй половины 1760-х годов, хотя обе девочки одеты в причудливые «выдуманные» костюмы. Приподнятая нижняя юбка куклы — намёк на падение Китти с лошади в Сент-Джеймсском парке в 1759 году, которое газеты, откликнувшиеся на это событие, обыгрывали в словосочетании «падшая женщина». Правая рука куклы вытянута над краем стола, то есть над пустотой, — для Райта и его современников ранняя смерть Китти Фишер стала сюжетом нравоучения о тщетности материальных амбиций. Яркая женская шляпа — намёк на занятие проституцией.
Головной убор котёнка, по предположению Стивена Лича, может быть особым типом капота, названного в честь британской куртизанки. Правда, исследователь признавался, что у него не было возможности найти изображение подлинного капота Китти Фишер, так как на большинстве сохранившихся до нашего времени прижизненных портретов она изображена без головного убора. Меццо-тинто Чарльза Алджернона Томкинса, выполненное в 1866 году на основе портрета куртизанки кисти Джошуа Рейнольдса, находившегося тогда в коллекции Гренвилла Проби, 3-го графа Кэрисфорта (типография Henry Graves & Co, 1866, 23 × 17,6 см, Wellcome Collection, инв. 27969i), изображает Китти Фишер в капоте, чрезвычайно похожем на тот, который девочки надели на котёнка у Джозефа Райта.
Стивен Лич задался вопросом: «Цвет головного убора говорит о том, что девочки сняли шляпу с куклы и надели на котёнка, но почему?» Он объяснял это сатирическими произведениями той поры. Многие сатирики были напуганы тем, что Китти Фишер и всё, что она собой представляла в глазах общественного мнения, может подорвать военную решимость британской нации (Великобритания до 1763 года участвовала в Семилетней войне). Например, одно сатирическое произведение этого времени повествовало о том, что «когда будет достигнуто превосходство над французами, сливки мужественности нации проигнорируют свои военные, экономические и политические обязанности ради шлюхи, которая требует экстравагантных наград за свои услуги». Личу представляется вероятным, что Джозеф Райт разделял подобные взгляды.
Стивен Лич утверждал, что во времена Райта основной причиной проституции считалось стремление девушек к роскоши. С его точки зрения, Райт разделял обеспокоенность ряда современных ему писателей тем, что молодые девушки готовы избрать проституцию своей профессией. По мнению исследователя, это связано с нежностью, которую он демонстрирует к детям в ряде своих картин. Лич считал, что при любой интерпретации картины важно иметь в виду, что в конце XVIII века возраст сексуального согласия составлял всего двенадцать лет. Исследовательница творчества Райта Элизабет Баркер оценивала возраст девочек на картине как раз в одиннадцать или двенадцать лет.

## Картина в экспозиции музея

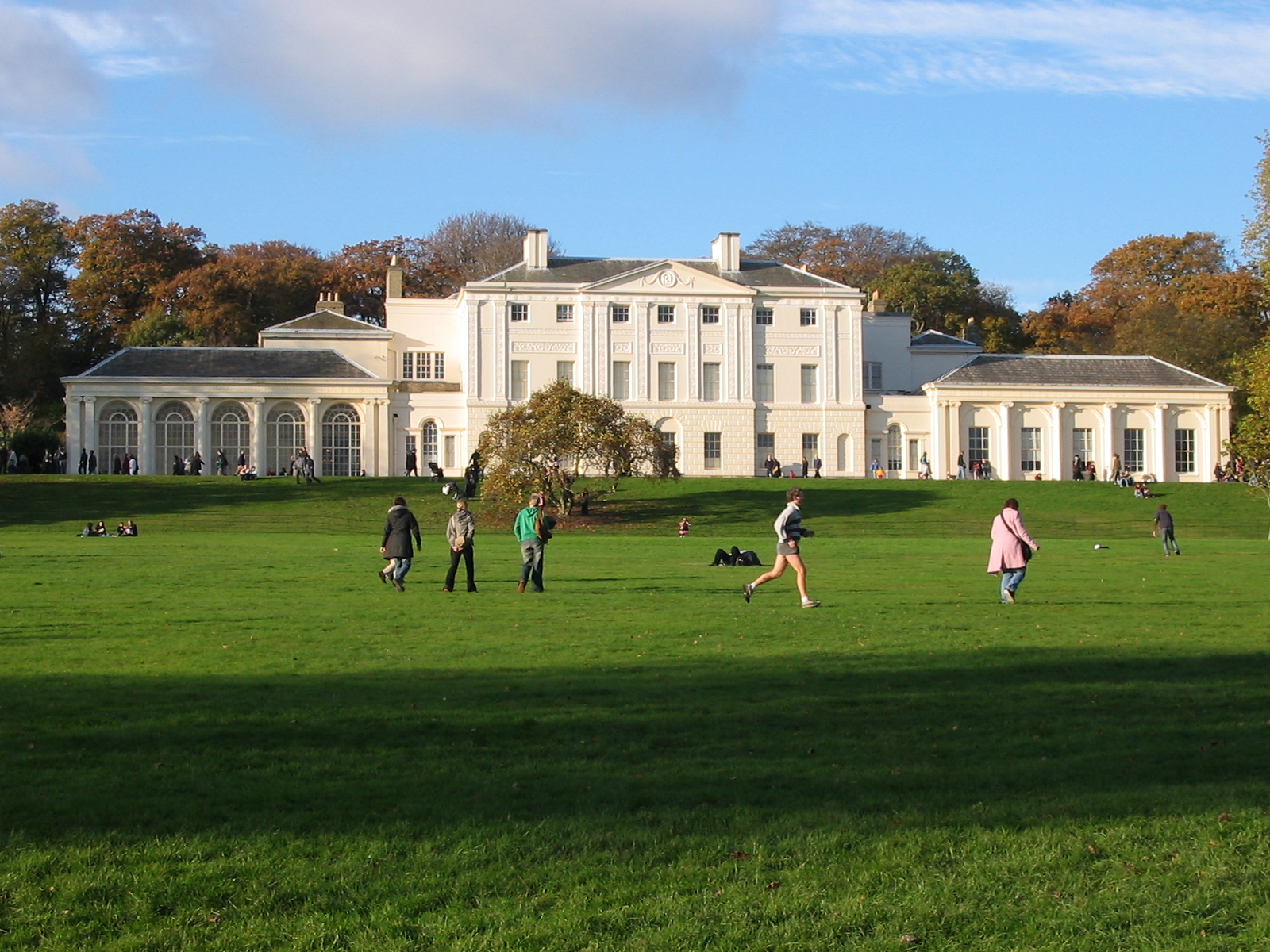
Кенвуд-хаус, где экспонируется картина, в 2004 году

Сюжет картины — поздним вечером при свете свечи «две девочки решили одеть милого, грустного котёнка в одежду куклы, лежащей в стороне». Член Французской академии, почётный президент и директор Лувра, профессор Пьер Розенберг писал, что сюжет полотна является уникальным для эпохи Джозефа Райта. Он стал популярным только в XIX веке.
Техника исполнения полотна — масляная живопись по холсту. Размер — 90,8 × 72,4 см. Картина находится в управлении Комиссии по историческим зданиям и памятникам Англии (на приобретение её в 1996 году Комиссия выделила 200 000 фунтов стерлингов) и собственности британского государства. В настоящее время экспонируется в лондонском музее Кенвуд-хаус (инв. 88029296). До приобретения Комиссией полотно находилось в коллекции миссис К. Маргарет Райли (англ. Mrs C. Margaret Riley) и её наследников.
Полотно неоднократно демонстрировалось на крупных национальных и международных выставках. В частности, она была представлена на выставке работ Джозефа Райта в Британской галерее Тейт в 1990 году. В 2008 году картина экспонировалась на выставке «Джозеф Райт из Дерби в Ливерпуле» в Йельском центре британского искусства. В июне — сентябре 2012 года полотно было представлено на выставке «Сокровища Кенвуд-хауса» в американском городе Хьюстоне. В 2013 году во время выставки «Рембрандт, Ван Дейк, Гейнсборо: Сокровища Кенвуд-хауса, Лондон», проходившей в Художественном музее Сиэтла, была организована отдельная экскурсия «Анатомия одной картины», посвящённая полотну «Две девочки, одевающие котёнка при свете свечи». Эта выставка побывала ещё в двух американских музеях: Арканзасском центре искусств и в Художественном музее Милуоки.

## Особенности художественных средств выразительности
Сотрудница Музея изящных искусств в Хьюстоне Кэролайн Коул отмечала, что в своих картинах Джозеф Райт демонстрирует «блестящую способность визуализировать различные материалы». На полотне «Две девочки, одевающие котёнка при свете свечи» это особенно заметно в складках ткани, кружевной отделке одежды девочек, «даже в деталях лифа их куклы». Особую роль, как обычно в картинах художника этого периода, играет «мастерство драматического освещения». По мнению искусствоведа, Райт «искал экстремальные световые эффекты везде, где мог их найти». Показывая сцену из повседневной жизни при необычном освещении, Райт пользовался «возможностью рекламировать свои навыки [искусного живописца], но оно также наполняло обычные… предметы светящимся чувством благоговения».

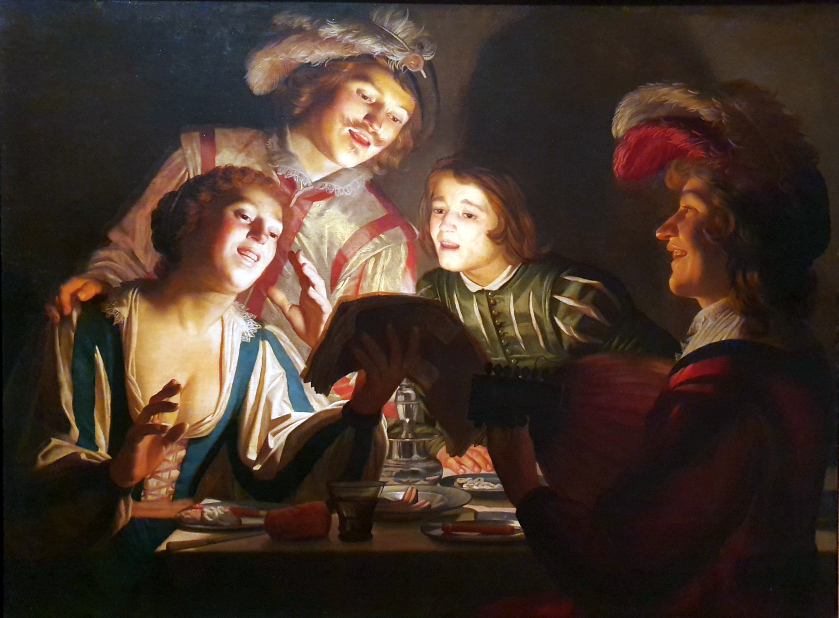
Геррит ван Хонтхорст. Группа музыкантов при свете свечи, 1623

Профессор Каринна Парраман, директор Центра по исследованию изобразительной печати Университета Западной Англии в Бристоле, писала, что неясно, интересовался ли Джозеф Райт наукой как таковой, но более чем вероятно, что он размышлял о социальных и технологических изменениях, которые происходили в то время в связи с её быстрым развитием. Широкую известность он получил за демонстрацию в своих картинах световых эффектов. Райт показывал различные источники освещения, такие как стеклянный сосуд («Алхимик, открывающий фосфор»), масляная лампа («Философ при свете лампы»), луна («Давдейл в лунном свете»), печь и раскалённый металл («Кузница»). В картине «Две девочки, одевающие котёнка» единственным источником света в комнате, где происходит действие, является свеча. В каждой написанной Райтом сцене свет используется для освещения лиц персонажей и для игры с бликами и тенями. Чтобы детально изучить и написать эффекты света, по утверждению Каринны Парраман, Райт создавал соответствующее освещение в затемнённой комнате. Его увлечение световыми эффектами привело к созданию «театральных» картин, в которых ночное освещение усиливает драматизм происходящего.
В своей книге, посвящённой творчеству художника и вышедшей в 1968 году, Бенедикт Николсон утверждал, что картина отражает традиции голландской живописи, в частности, творчество представителя утрехтской школы Геррита ван Хонтхорста (в духе его картин, например, исполнены красновато-лиловый рукав девочки на переднем плане, закрывающий свечу от зрителя, цвет лица обеих девочек, дерзкий изгиб губ первой девочки, косая тень на носу второй…), и одновременно предвосхищает слащавую сентиментальность (англ. «mawkish sentimentality») XIX века. Итальянский историк и популяризатор искусства Стефано Дзуффи отмечал, что Джозеф Райт особенно любил ночные эффекты с искусственным светом и глубокими тенями, напоминающие полотна Караваджо. Пьер Розенберг писал, что «картина поразительна». С его точки зрения, освещение, декольте двух девочек и костюмы также напоминают полотна Караваджо и художников утрехтской школы. Особенно он отмечал сходство «квазимонохроматизма» с красновато-лиловыми оттенками и коричневой гаммой, а также бликов на щеках, носу и губах девочек, которые так же, как и Николсону, напомнили ему сцены, запечатлённые кистью Геррита ван Хонтхорста.

## Традиционная интерпретация картины

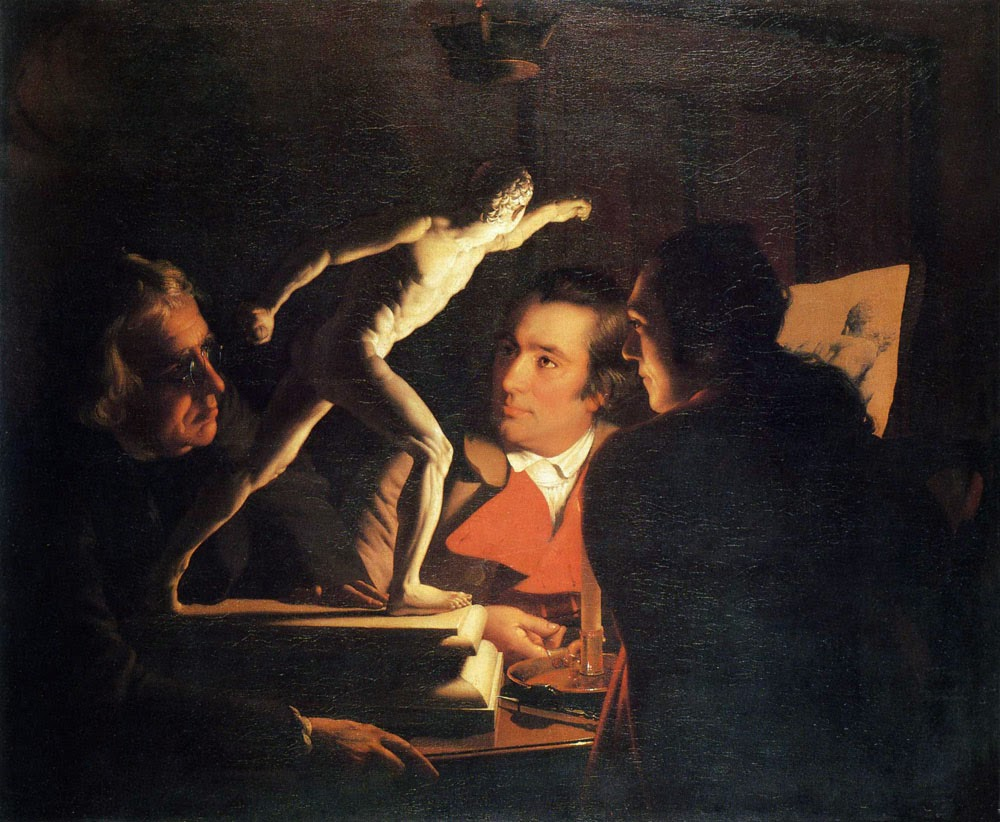
Джозеф Райт. Три человека, рассматривающие «Гладиатора» при свечах, 1765

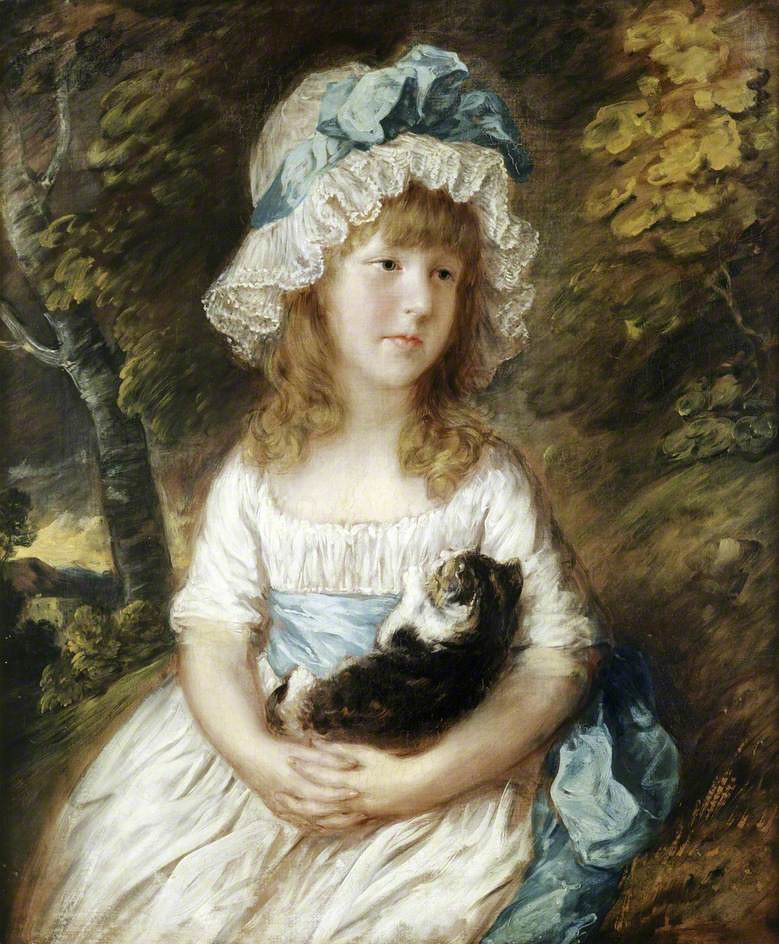
Томас Гейнсборо. Мисс Браммелл, 1782

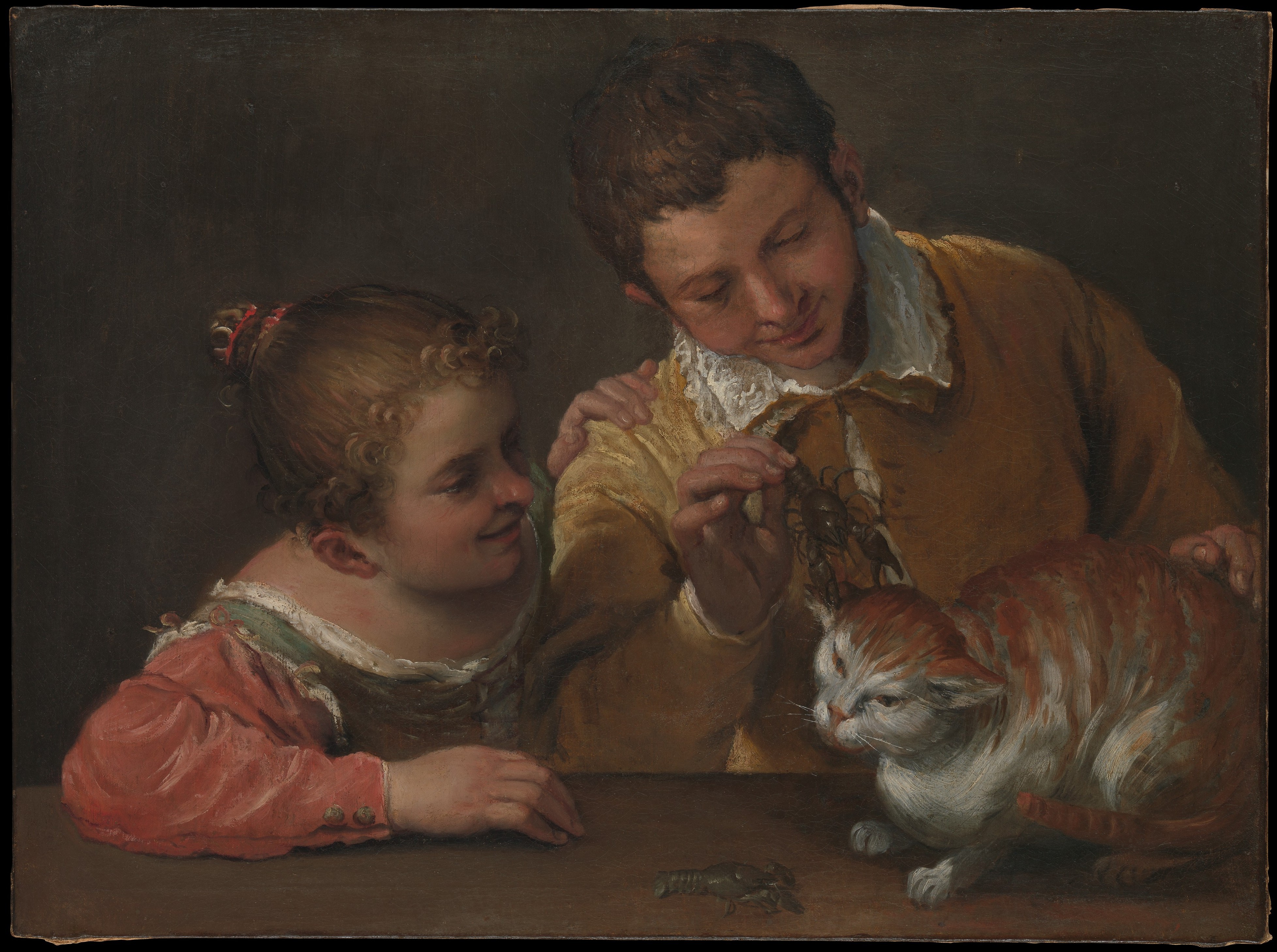
Аннибале Карраччи. Двое детей дразнят кота, между 1588 и 1590

Кэролайн Коул, отмечая, что современные искусствоведы находят скрытое художником на полотне значение, писала, что, однако, «предпочитает наслаждаться тем фактом, что маленькие девочки в течение сотен лет играли котятами как игрушками», а ей самой как владелице котёнка в недавнем прошлом эта картина особенно импонирует. Обозреватель газеты The New York Times Карен Розенберг характеризовала полотна «Мальчики с мочевым пузырём» и «Две девочки, одевающие котёнка при свете свечи» как парные картины с изображением играющих детей, в которых противопоставлены развлечения юношей и девушек. Мальчики «с научной целеустремлённостью» надувают воздушный шар, а «озорные девочки одевают испуганного кота в кукольную одежду». Эми Д. Шоджай, являющаяся президентом Международной ассоциации сочинителей о кошках и автором одиннадцати книг о домашних животных, охарактеризовала картину как «поразительную и очаровательную».
Профессор Ноттингемского университета Стивен Дэниелс, сравнивая в своей книге о творчестве Джозефа Райта картину «Две девочки, одевающие котёнка при свете свечи» с полотном «Три человека, рассматривающие „Гладиатора“ при свечах» (холст, масло, 101,6 × 121,9 см, частное собрание), отмечал, что на второй картине изображены мужчины, поскольку считалось, что женщины и дети не способны восхищаться подобным произведением искусства (обнажённым воплощением совершенства). Он считал, что поучительно сравнить мужское воображение, представленное в «Гладиаторе», с представлениями художника о женских фантазиях, изображённых на первой картине. Две девочки играют на тщательно отполированном столе, который подозрительно похож на тот, на котором мужчины рассматривают «Гладиатора». Девочки сняли одежду со своей куклы и начали одевать котёнка. Одна девочка «гротескно и нескромно» держит котёнка на задних лапах, другая «насмешливо и осознанно» улыбается зрителям. Дэниелс писал, что даже изображения девушек-подростков, читающих и пишущих в одиночестве в небольших частных апартаментах, предназначенных для таких занятий, часто создавали для зрителей Великобритании XVIII века атмосферу распущенных девичьих фантазий, которые, как предполагалось, поощряли романы или письма соответствующего содержания, которые подразумевались в руках у девочек.
О полотне «Две девочки, одевающие котёнка при свете свечи» Стефано Дзуффи писал: «Картина очаровательна, маленькое чудо виртуозности в его [Джозефа Райта] обращении со светом и тонкой психологической проницательности». Сама тема детей, играющих с кошками, по мнению Стефано Дзуффи, впервые появилась в европейском искусстве во второй половине XIV века, на этом же полотне она ещё раз повторяется уже в «современной» версии.
Тот же Стефано Дзуффи в своей книге «Коты в искусстве», вышедшей в 2007 году в Нью-Йорке, сравнивает картину Джозефа Райта с картиной итальянского художника Аннибале Карраччи «Двое детей дразнят кота» из музея Метрополитен (англ. «Two Children Teasing a Cat», 1768. Холст, масло. 66 × 88,9 см, Музей Метрополитен, Нью-Йорк, США, инв. 1994.142). Картина, идентичная по сюжету и приписанная Агостино Карраччи, была включена как инв. 507 около 1680 года в коллекцию Фарнезе в Парме, но там были указаны другие размеры — около 59 × 50 см. Дзуффи считал, что картина Аннибале Карраччи изображает «слегка садистскую, почти импровизированную игру». На картине же Джозефа Райта две маленькие девочки, принадлежащие к английскому среднему классу XVIII века, демонстрируют сцену, которая предполагает, по его словам (дословно), «современное затруднительное положение».
Автор книги «Кошки», вышедшей в 1999 году в серии «Темы в искусстве», британский гравёр, акварелист и иллюстратор Джон Нэш отмечал появление кота в руках детей на картинах английских художников XVIII века, таких как Томас Гейнсборо. Он упоминал две его картины на эту тему. Одна — двойной портрет дочерей с кошкой на коленях, картина осталась незавершённой. Другая — заказной портрет семилетней мисс Браммелл с котёнком на руках, эта картина так же, как и «Две девочки, одевающие котёнка при свете свечи», экспонируется в настоящее время в Кенвуд-хаусе. Сюжеты этих картин заставили Нэша вспомнить наблюдение английского поэта XVIII века Кристофера Смарта: «Мой кот Джеффри — наглядное пособие для обучения детей добронравию… Боже, смилуйся над всеми существами безгласными ради мук их». К этому же ряду картин Нэш относил и полотно Джозефа Райта «Две девочки, одевающие котёнка при свете свечи», отмечая лишь, что она «полностью соответствует традициям голландской живописи XVII века».
По мнению Пьера Розенберга, Джозеф Райт мог расценивать своё полотно «как урок морали, а также как отличный предлог для демонстрации виртуозной работы кисти, почти „пастиш“». Правда, тут же он с иронией добавлял, что девочки «могут вскоре перейти к другим, более рискованным играм».

## Картина в оценке современных искусствоведов, психологов и социологов

### Элизабет Баркер о картине «Две девочки, одевающие котёнка при свете свечи»
Автор монографии о творчестве Джозефа Райта, доктор философии Элизабет Баркер находила в картине моральную двусмысленность: девочки имеют ямочки на щеках и покраснели, открыто пренебрегают нормами приличия конца XVIII века. Их глаза на уровне зрителя, и они приглашают его принять участие в своих действиях. Котёнок временно беспомощен, но его сексуальное возбуждение проясняется состоянием его хвоста, торчащего как фаллос между лапками. Первоначально гениталии котёнка были более чётко обозначены художником краской кораллово-розового цвета (она всё ещё видима под следующим слоем краски). Исследовательница писала, что в то время, как современные зрители могут найти самого обычного котёнка «милым», вряд ли это было реакцией современников Райта. У них было больше шансов найти его странным и смешным. Баркер утверждала, что в голландском искусстве кот символизировал опасность, роскошь, чувственность и похоть. Когда кота изображали с играющими детьми, то картины обычно затрагивали темы дисциплины и образования, соблазнения и любовных страданий. Голландская поговорка гласила: «Тот, кто играет с котёнком, будет поцарапан». Баркер предполагала, что современники Райта безошибочно обнаружили бы «сексуальный подтекст» в картине «Две девочки, одевающие котёнка при свете свечи». Важно, с её точки зрения, что по-французски «la catin» означает «проститутка».

### Сюжет картины в интерпретации Сьюзан Зигфрид
Профессор истории искусств Мичиганского университета Сьюзан Л. Зигфрид писала, что в картине «Одевание котёнка» Джозеф Райт «сосредоточился на извращённости женского удовольствия». Две девочки на полотне, с точки зрения искусствоведа, явно получают удовольствие от того, что они делают. Сам же процесс одевания котёнка ей «кажется слегка девиантным и сексуально окрашенным». По её мнению, девочки совершают неестественный поступок со своим питомцем, обращаясь с ним как с куклой, а котёнок, который смотрит прямо на зрителей (по утверждению исследовательницы, хвост котёнка намеренно изображён художником в положении фаллоса), кажется, протестует против навязываемого ему «трансвестизма». Сами девочки, с точки зрения Сьюзан Зигфрид, также участвуют в маскарадном представлении, будучи одеты по образцу персонажей картин Антониса ван Дейка (то есть не XVIII века, а XVII века). Исследовательница находила в их одежде перья, украшения, воротнички и манжеты, всё это в совокупности, по её мнению, означало «причудливое платье» для полотен Джозефа Райта.
По мнению Зигфрид, художник «раскрыл зарождающуюся сексуальность» девочек, которая, с её точки зрения, очаровала его с тех пор, как он рисовал образы своей сестры или племянницы. Зигфрид писала, что «извращённые аспекты мира женской сексуальности подросткового возраста» не становились объектом целенаправленного изучения в искусстве вплоть до второй половины XX века, но эти проблемы уже затрагиваются в картине Райта и отдалённо напоминают откровенно эротические полотна современной португальской художницы Паулы Регу. С точки зрения Зигфрид, одевание котёнка было наполнено сексуальными намёками, легко читавшимися зрителями XVIII века. Кошки и так часто символизировали женскую сексуальность в «причудливых» картинах того времени. Зигфрид писала: «Садизм картины также мог быть очевиден для зрителей XVIII века, так как он присутствовал в парадигмах жестокости этого периода».

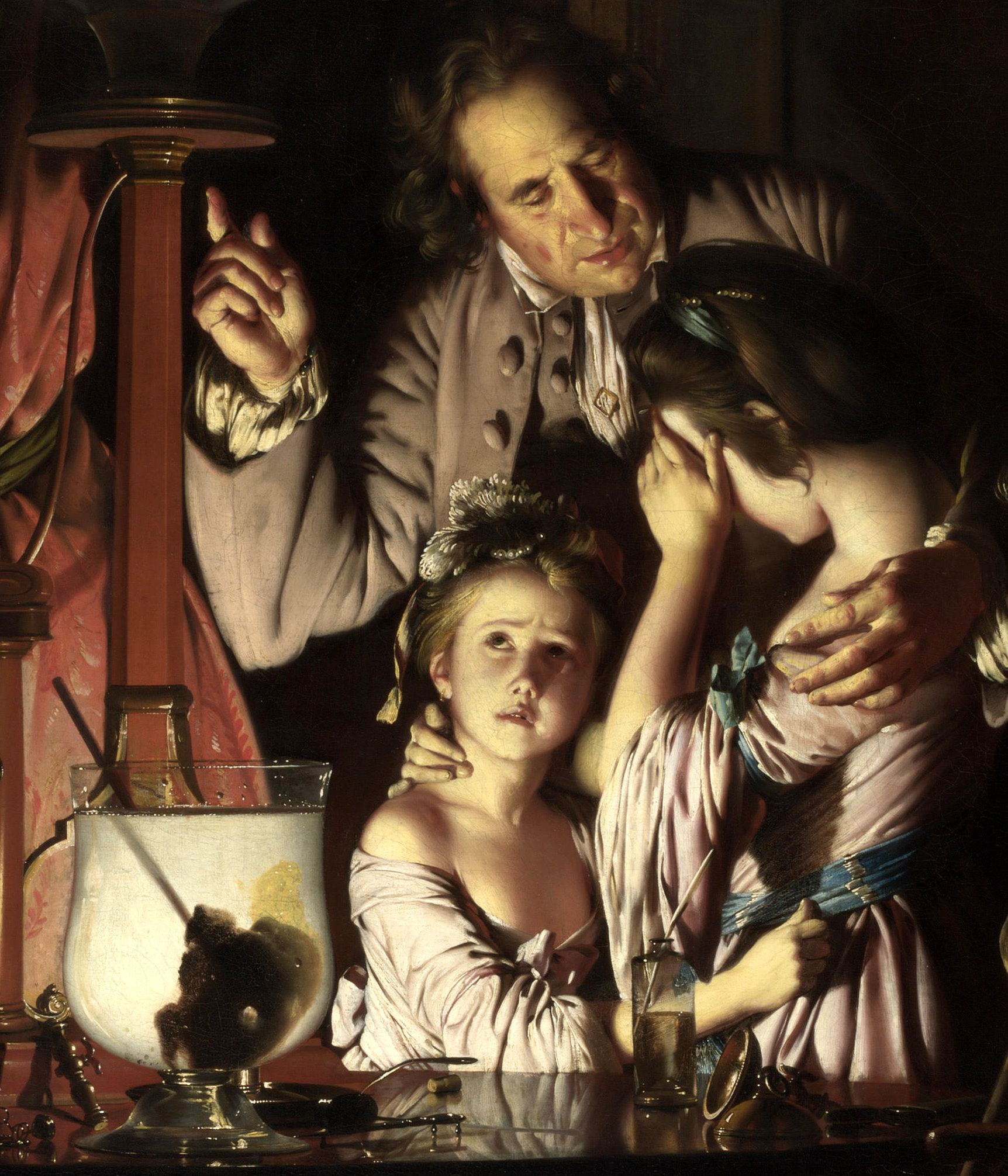
Две девочки на картине «Эксперимент с птицей в воздушном насосе».

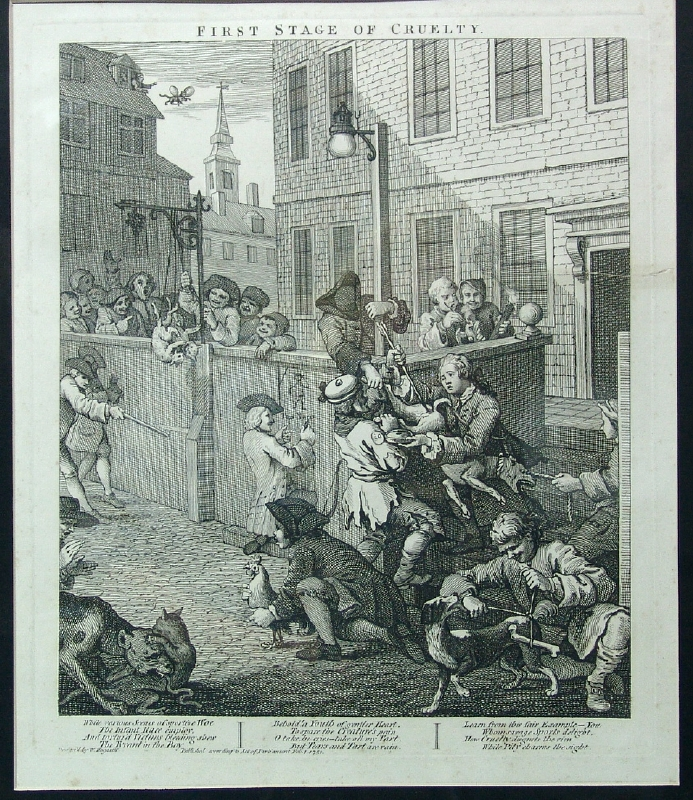
Уильям Хогарт. Четыре степени жестокости. Первая стадия жестокости, 1751

В первой гравюре из серии «Четыре степени жестокости» Уильям Хогарт разработал иконографию детей и животных, иллюстрирующую первый этап жестокости — мальчики по отношению к животным (англ. «The First Stage of Cruelty: Children Torturing Animals», ксилография, бумага, 38,7 × 32,4 см, Йельский центр британского искусства, инв. YCBA / lido-TMS-62703). Однако в то время, как мальчики Хогарта ведут себя предосудительно с точки зрения общественного мнения, «правильные маленькие девочки» Райта передают более неоднозначное сообщение: «Моральная двусмысленность картины делает её более интригующей, потому что её значение не может быть точно определено». Тем не менее, по мнению исследовательницы, картина действительно ставит вопрос о морали определённым образом и в этом отношении опирается на тактику, которую художник применил в другой своей известной картине «Эксперимент с птицей в воздушном насосе» (англ. «An Experiment on a Bird in the Air Pump», 1768, холст, масло. 183 × 244 см, Лондонская национальная галерея, инв. NG725). С её точки зрения, в некотором смысле «Две девочки, одевающие котёнка при свете свечи» расширяют тему этой картины (или наоборот, «Эксперимент» сужает тему «Двух девочек»): «люди… делают что-то с животным, но, по сути, это скорее социальный, чем научный эксперимент».
Зигфрид писала, что на картине «Эксперимент с птицей в воздушном насосе» среди персонажей также присутствуют две девочки, но там они напуганы. На картине же «Две девочки, одевающие котёнка при свете свечи» поведение героинь граничит со злым умыслом, и они принимают на себя активную роль, причиняя дискомфорт своему питомцу. Девочки, одевающие котёнка, по мнению Сьюзан Зигфрид, воспринимают зрителей в качестве соучастников в деле, которое носит сомнительный с точки зрения морали характер. Как и на картине «Воздушный насос», сцена носит здесь динамичный и интерактивный характер — одна из её ключевых фигур напрямую обращается к зрителям. Картина воздействует на зрительское пространство и заставляет зрителя испытывать беспокойство из-за сомнительной морали изображённой на ней сцены и из-за провокационной сексуальности, которую она демонстрирует. Особую роль в создании визуальной драмы играют световые эффекты, создающие напряжённую атмосферу, захватывающую зрителя.
Зигфрид считала важным, что Райт часто изображал именно женщин и детей, чтобы представить «определённые» точки зрения, «как если бы непосредственная эмоциональность, связанная с ними, лучше всего подходила для пограничных переживаний». К числу таких пограничных переживаний она относила серьёзный и несерьёзный подходы, или ситуации отхода от «душевного равновесия и нравственности», которые должны были быть факторами социального регулирования поступков людей. В случае с картиной «Две девочки, одевающие котёнка при свете свечи» исследовательница видела такую ситуацию в неконтролируемом удовольствии и улыбках девочек, в их озорной забаве, а также в том, как они без стеснения делятся всем этим со зрителями. Полотно «Две девочки, одевающие котёнка при свете свечи», с точки зрения Зигфрид, очень важно для истории искусства, так как благодаря его прямому обращению к зрителю оно повышает наше осознание происходящих процессов, когда мы воспринимаем картину не только как факт и зрительные ощущения, но и как моральную установку.

### Хитер Лэдд о картине Райта и детской литературе этого периода

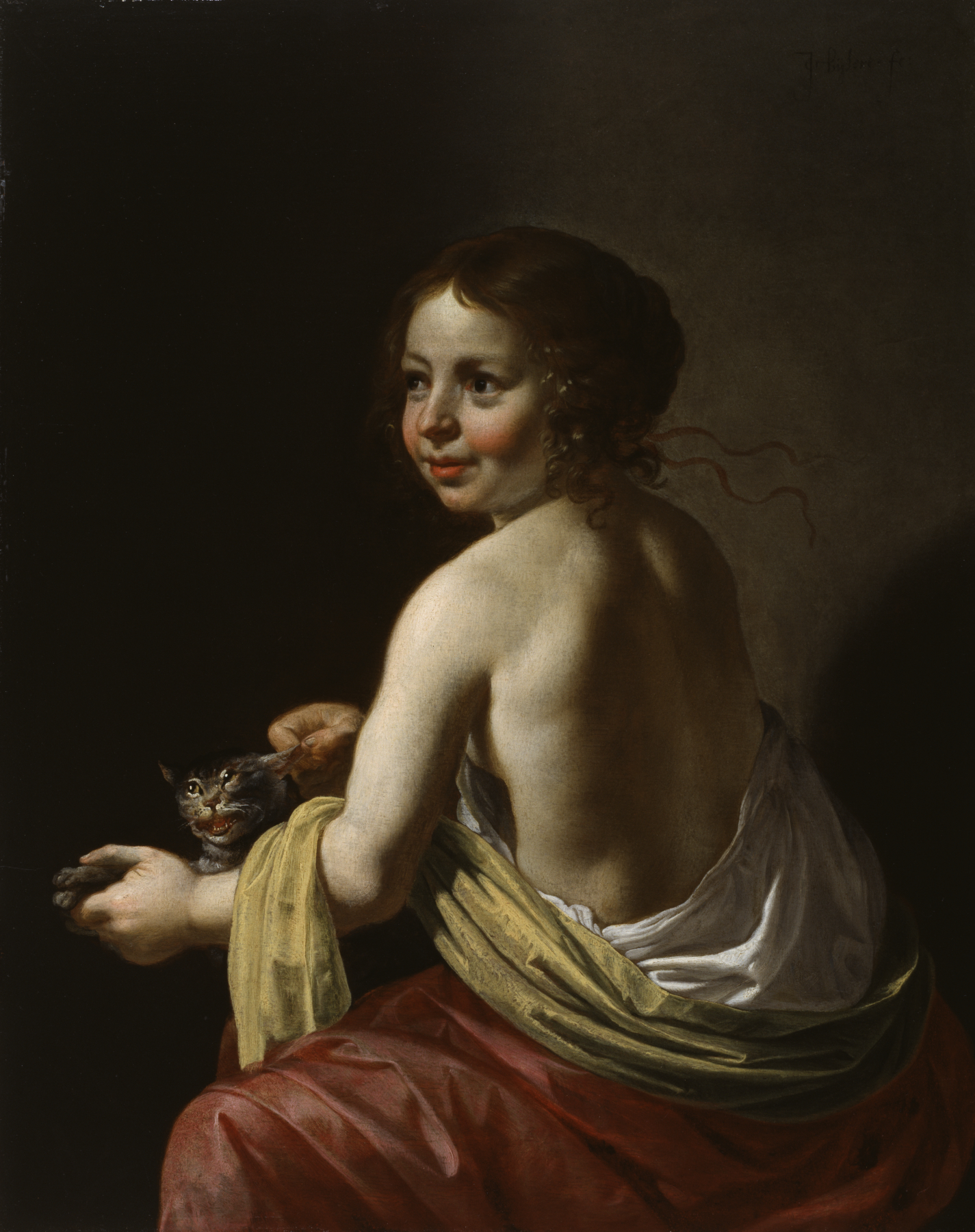
Ян ван Бийлерт. Девочка, дразнящая кота, около 1630

Доцент Летбриджского университета Хитер Лэдд писала, что стоящий на задних лапках и одетый в кукольную одежду котёнок с грустными глазами — «живая игрушка» в руках девочек. На переднем плане не случайно лежит выброшенная кукла, а обе девочки одеты в «вечернее платье для взрослых». Исследовательница приводила мнение хранителя отдела текстов и изображений в лондонском Музее Виктории и Альберта Джулиуса Брайанта, который считал предшественником картины Джозефа Райта полотно голландского художника Яна ван Бийлерта «Девочка, дразнящая кота» (англ. «Girl Teasing a Cat», около 1630, масло по дереву, 41,5 × 33 см, Художественный музей Уолтерса, инв. 37.2659, картина была приобретена музеем в 1993 году). Джулиус Брайант отмечал, что эта картина «относится к художественной традиции аллегорий жестокости детей», и в то же время в ней присутствует «сексуальная инсинуация». Вполне взрослая тема скрыта под видимостью типично подросткового сюжета.
Как и на более известном полотне Джозефа Райта «Птица в воздушном насосе» (1768), в «Одевании котёнка» используется техника кьяроскуро — сочетание тьмы и света свечи, которое, по мнению Хитер Лэдд, позволяет предположить моральную двусмысленность изображения. Обе работы исследуют тему человеческой жестокости, изображая детей и животных. В «Эксперименте» невинные дети потрясены гибелью какаду в результате взрослого научного эксперимента. На картине «Одевание котёнка» художник изображает игру в дочки-матери («псевдоматеринство») и кокетство (англ. «pseudo-maternal play or even coquetry») как формы поведения взрослых, «подражающие сомнительно невинным детям». Девочки не обращают внимание на явный дискомфорт животного. Одна из них на картине Райта, как кажется Хитер Лэдд, не знает, что за ней наблюдают, а другая «спокойно и внушая беспокойство смотрит на зрителя». Эта девочка не испытывает волнения из-за того, что её застали за этим занятием. У неё не возникло ни удивления, ни стыда, она не ожидает никакого наказания, хотя последнее является, с точки зрения Лэдд, привычным сюжетом ранней детской литературы. Лэдд отмечала, что сцены жестокости девочек в британской культуре встречаются значительно реже, чем подобные сцены с участием мальчиков. «Одевание котёнка», тем не менее, перекликается с представлениями о жестокости несовершеннолетних в литературных произведениях современников Райта. В британской литературе середины и конца XVIII века действительно изображены дети, которые плохо обращаются с животными, как с дикими, так и с домашними. Более того, с точки зрения Лэдд, дидактические прозаические произведения этой эпохи обычно содержат более ясные моральные идеи, чем «Одевание котёнка». Такие тексты часто показывают появление взрослого, чтобы прервать мучение животного, наказать своенравных молодых людей и преподать им нравоучение. Изображения в литературных произведениях детей, мучающих животных, показывают, однако, что жестокость не уникальна для молодёжи. Скорее, по мнению исследовательницы, эти эпизоды «служат рефлексивным комментарием к взрослому миру, который формирует [жестокость] и в конечном итоге который будет сам формироваться этими чёрствыми детьми».
По мнению Лэдд, изучавшей получившие популярность книги, опубликованные в Англии между 1750 и 1800 годами, в детской литературе конца XVIII века явно заметно разочарование в сентиментальном оптимизме более раннего периода, который помещал «неиспорченного обществом» «невинного от природы» ребёнка в нравственный центр общества. Демонстрация жестокого обращения с животными со стороны детей является, по мнению Хитер Лэдд, одним из показателей такой тенденции.

### Картина в интерпретации Ингрид Таг

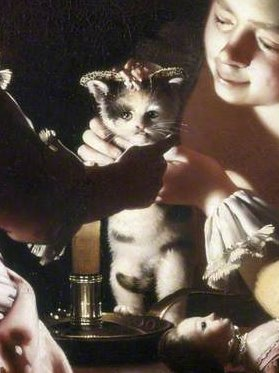
Фрагмент картины

Доктор философии, профессор Денверского университета Ингрид Таг в своей книге «Животные-компаньоны: домашние животные и социальные перемены в Британии XVIII века» воспринимала полотно одновременно как «сентиментальную причудливую картину» и как «тревожный комментарий к женственности, моде и содержанию домашних животных». На первый взгляд, по её мнению, зритель видит только очаровательное изображение двух играющих девочек. Они держат стоящего на задних лапках явно недовольного котёнка, придавая ему человеческую позу и одевая его в кукольную одежду. Отложенная в сторону кукла представляет собой источник их вдохновения и создаёт визуальную параллель с самими девочками. По мнению исследовательницы, девочки одеты в нарядные платья, а не в повседневную одежду, поэтому, находясь рядом с куклой, в представлении художника, они должны восприниматься в первую очередь как «декоративные игрушки». Присутствие котёнка, по мнению Таг, служит намёком на предполагаемую близость между женщиной и природой и в то же время привлекает внимание к искусственности моды. Замысел художника, однако, с точки зрения Ингрид Таг, идёт намного дальше: «Кукла, лежащая на животе с поднятыми юбками, и интимная ночная обстановка добавляют элемент преждевременной сексуальности, которая говорит о мужском беспокойстве в отношении женской моды». Кроме того, изображением котёнка Райт привлекает внимание зрителя к осуществлению власти над ним девочек. «С фаллическим хвостом», акцентированным художником между его лапками, котёнок представлен художником как «гендерный мужчина». Акт его одевания в одежду человека становится нарушением его видовых, а в одежду куклы — и гендерных ролей.
Ингрид Таг заострила внимание на анализе взглядов героев полотна. Как котёнок, так и девочка с левой стороны от зрителя смотрят из пространства картины прямо на зрителя. Взгляд ребёнка нарушает общественные приличия. Девочка должна была бы в соответствии с требованиями этикета того времени смотреть скромно вниз или в сторону, а не в глаза взрослому человеку. Таким образом, изображение подразумевает, что это поведение роднит девочку с животными. Вторая визуальная параллель между человеком и животным, по мнению Ингрид Таг, проявляется в капоте, который девочки уже надели на котёнка. Капот находит соответствие в головных уборах самих девочек, на каждый из них на картине падает яркий свет свечи. Показывая дискомфорт котёнка, Джозеф Райт обращает внимание на то, насколько противоречащим природе являются эти действия девочек, но «через серию визуальных эхо между людьми и животным» он также предполагает, что связь женщин с модой является естественной, даже если «сама мода в корне неестественна и потенциально опасна». Картина подразумевает эротический потенциал женского взаимодействия с домашним животным и модой, потенциал, выявленный художниками и в изображениях взрослых женщин. Девочки, по словам Ингрид Таг, часто изображались художниками с котятами, что указывало на связь между кошачьими и женскими качествами. Эта связь впоследствии «была перенята и преобразована в образах старых дев». В то время, как собаки на картинах обычно подразумевали благородные качества, такие как проницательность и верность, кошки часто изображались как коварные, порочные и корыстные животные. Эти качества подчёркивались присутствием кошек в изображениях пожилых любовниц. Такие качества вписывались также в стереотипы поведения сплетниц. Ассоциации котят с девочками добавили ещё один элемент в стереотип женщин. Если котята были подходящими домашними животными для девочек, то взрослые женщины со взрослыми кошками демонстрировали неспособность принять реалии взросления, а затем и старения. Кошки стали не просто типичными животными старых дев, но и символами самих старых дев, даже несмотря на то, что на картинах кошки служили иногда символами домашнего уюта.

### Лесли Рейнхардт о картине
Искусствовед и специалист по американскому изобразительному искусству XIX века Лесли Рейнхардт писала, что картины бытового жанра и портреты XVIII века связывают моду с «неуправляемым и преждевременным» женским сексуальным желанием. В картине «Две девочки, одевающие котёнка при свете свечи» это, по её мнению, сделано «радикально изобретательным и слегка тревожащим образом». Взрослые отсутствуют, двух девочек художник изобразил максимально привлекательными. Только на поверхностный взгляд, по мнению исследовательницы, сюжет сводится к одеванию котёнка, ночная сцена, мерцающий свет свечи и недобрые лица детей указывают на нечто более зловещее. Человеческая осанка кота, его круглые глаза и хвост между ног указывают на подлинное содержание полотна — преждевременную и противоречащую закону сексуальность (англ. «premature and illicit sexuality»).
Злые в своих целях девочки представлены на картине лишь по видимости «невинными» — одетыми в белые платья. Их платья, однако, как отмечала Рейнхардт, носят характер одновременно сценического костюма и фантазии. Яростный взгляд кота говорит о том, что «трансграничная близость между видами означает больше, чем детские игры, это — кошмарная инверсия отношений сексуальной власти». Даже обычная человеческая жестокость к беспомощному животному вызывает тревогу, но девочки пытаются заставить котёнка носить «кружевную и украшенную лентами шляпу куклы». Их желания, по словам американского искусствоведа, буквально «инфантилизируют, феминизируют и лишают мужского достоинства» котёнка (англ. «infantilize, feminize, and emasculate him»). Сцена, изображённая художником, погружает зрителя в беспокойство, вызванное проводимой художником аналогией одежды с идеями женского контроля и власти. В то же время Райт нейтрализовал этот «кошмар утраты мужской силы» (по выражению Лесли Рейнхардт), сведя его к сценке безобидной, шутливой детской игры при свете свечи, нарисованной в традициях старых мастеров. По мнению Рейнхардт, Райт вдохновлялся гипотезой французского философа эпохи Просвещения Жана-Жака Руссо, что если бы женщины действовали в соответствии со своими «не имеющими границ страстями», «не контролируемыми скромностью», то мужчины в конце концов стали бы их жертвами. Рейнхардт делала вывод, что жанровый сюжет позволил Райту использовать гораздо более широкий диапазон художественных средств, чем было бы допустимо в портрете, который никогда не показывал натурщика в таком негативном свете.